# باشگاه فوتبال کلیودون پارک
باشگاه فوتبال کلیودون پارک (به انگلیسی: Clevedon Town Football Club) یک باشگاه فوتبال در شهر کلیودون، کشور انگلستان است که در سال ۱۸۸۰ میلادی تأسیس شده‌است.